# Bořeň
Bořeň este o arie protejată (arie specială de conservare — SAC, sit de importanță comunitară — SCI) din Republica Cehă întinsă pe o suprafață de 65,37 ha, integral pe uscat.

## Localizare
Centrul sitului Bořeň este situat la coordonatele 50°31′46″N 13°45′59″E / 50.529444°N 13.766389°E.

## Înființare
Situl Bořeň a fost declarat sit de importanță comunitară în aprilie 2005 pentru a proteja un număr necunoscut de specii din flora spontană și fauna sălbatică aflate în arealul zonei. Situl a fost protejat și ca arie specială de conservare în ianuarie 2014.

## Biodiversitate
Situată în ecoregiunea continentală, aria protejată conține 5 habitate naturale: Pajiști panonice carstice (Stipo-Festucetalia pallentis), Grohotișuri silicioase medio-europene, la altitudine înaltă, Pante stâncoase silicioase cu vegetație casmofită, Tufărișuri subcontinentale peripanonice, Păduri pe pante, grohotișuri și ravene de Tilio-Acerion.
La baza desemnării sitului se află un număr nedeclarat de specii protejate.